# راینو کوسکوسکی
راینو کوسکوسکی (انگلیسی: Reino Kuuskoski؛ ۱۸ ژانویه ۱۹۰۷ – ۲۷ ژانویهٔ ۱۹۶۵) یک سیاست‌مدار اهل فنلاند بود.